# Le Petit-Pressigny
Le Petit-Pressigny – miejscowość i gmina we Francji, w Regionie Centralnym, w departamencie Indre i Loara.
Według danych na rok 1990 gminę zamieszkiwały 394 osoby, a gęstość zaludnienia wynosiła 12 osób/km² (wśród 1842 gmin Regionu Centralnego Le Petit-Pressigny plasuje się na 762. miejscu pod względem liczby ludności, natomiast pod względem powierzchni na miejscu 288.).